# Zankor
Zankor bezeichnet eine antike Stadt im heutigen Sudan. Sie liegt etwa 5 km westlich des Wadi el-Melek in der Region Kordofan.
Die Stadt ist teils aus Stein-, teils aus Lehmziegelgebäuden errichtet. Eine runde Stadtmauer umgibt die zentrale Siedlung, die etwa 300 m im Durchmesser misst. Daneben gibt es eine teilweise ebenfalls von einzelnen Mauern umgebene Unterstadt von etwa 4 km² Fläche. Die Stadtanlage erlebte ihre Blütezeit vermutlich parallel zur meroitischen Zeit, jedoch zeigt der sehr eigenständige Keramikstil, dass die hier vorherrschende Kultur vom Niltal im Wesentlichen unabhängig war.
Derzeit ist eine spätere Besiedlungsphase für das Stadtgebiet selbst nicht belegt, jedoch legen zahlreiche ausgedehnte Tumulus-Friedhöfe in der Umgebung, die teils bis ins 13. und 14. Jahrhundert n. Chr. datieren, eine Nutzung bis ins Mittelalter nahe.
Die Ruinenstadt wurde im Jahr 1924 durch den britischen Kolonialbeamten A. E. D. Penn entdeckt. Systematische Ausgrabungen fanden jedoch erst in den Jahren 2002 bis 2005 unter der Leitung von Brigitte Gratien statt.